# Andrew Coelho
Andrew Coelho (* 2. Oktober 1987 in Melbourne, Victoria) ist ein ehemaliger australischer Tennisspieler.

## Karriere
Coelho erreichte in der ITF-Junior-Rangliste mit Platz 63 seine beste Notierung. Sein bestes Resultat bei einem großen Junior-Turnier war das Erreichen des Viertelfinals von Wimbledon.
Ab 2005 spielte er regelmäßig Profiturniere. Beim Turnier der ATP Challenger Tour in Burnie konnte er in diesem Jahr das Halbfinale erreichen, genauso wie in Caloundra. Zudem gewann er zwei Turniere der drittklassigen ITF Future Tour. 2006 erreichte er im Doppel die Top 300 der Tennisweltrangliste. Neben einem weiteren Halbfinale in Kawana nutzte er auch seine Wildcard, die er für die Australian Open zugesprochen bekam. Bei seiner Grand-Slam-Premiere gewann er mit Carsten Ball zum Auftakt gegen Paul Goldstein und Jim Thomas, ehe sie in der Folgerunde verloren. Im Einzel erreichte Coelho im selben Jahr zwei Halbfinals in Burnie und Caloundra sowie ein Future-Finale, wodurch er in die Top 400 einzog. In den folgenden zwei Jahren gewann er jeweils zwei weitere Titel bei Futures und stieg im November 2008 auf Platz 281, seinen Karrierebestwert.
Im Doppel war 2007 sein erfolgreichstes Jahr. Fünfmal stand er in einem Challenger-Halbfinale, einmal davon gewann er und konnte schließlich den Titel gewinnen – in Qarshi mit seinem Partner Adam Feeney. Weitere vier Titel bei Futures gewann er ebenfalls, denen er 2008 noch drei weitere folgen ließ (insgesamt 9 Karriere-Futures). Im November 2007 war er mit Platz 207 am höchsten notiert. Danach konnte er in Melbourne noch einmal ein Challenger-Halbfinale erreichen. Sein größter Erfolg wurde aber das Erreichen des Achtelfinals bei den Australian Open 2009 mit Joseph Sirianni. In der zweiten Runde gewann sie u. a. gegen die an Platz 5 gesetzten Jeff Coetzee und Wesley Moodie.
Ende 2009 beendete Coelho seine Karriere.

## Erfolge
| Legende (Anzahl der Siege)  |
| Grand Slam                  |
| ATP World Tour Finals       |
| ATP World Tour Masters 1000 |
| ATP World Tour 500          |
| ATP World Tour 250          |
| ATP Challenger Tour (1)     |

### Doppel

#### Turniersiege
| Nr. | Datum           | Turnier | Belag     | Partner     | Finalgegner            | Ergebnis         |
| --- | --------------- | ------- | --------- | ----------- | ---------------------- | ---------------- |
| 1.  | 26. August 2007 | Qarshi  | Hartplatz | Adam Feeney | Ivan Dodig Horia Tecău | 6:2, 3:6, [10:7] |